# Architectonics I
Architectonics I (Arhitektoonika I) is een compositie van Erkki-Sven Tüür. Het maakt deel uit van een serie van zeven werken gecomponeerd voor diverse ensembles in diverse samenstellingen.
Architectonics I is geschreven voor het "klassieke" blaaskwintet bestaande uit dwarsfluit, hobo, klarinet, fagot en hoorn. Het is met vijf minuten het kortste werk in de serie. In het werk tasten de diverse muzikale stemmen elkaar af. Er zijn invloeden van de eigentijdse klassieke muziek, maar ook de minimal music ontbreekt niet. Deze laatste is echter minder nadrukkelijk aanwezig, dan in de andere Architectonics.
Het werk is geschreven voor het Jaan Tamm-blaaskwintet, dat op 25 mei 1985 de eerste uitvoering gaf in Tallinn. Daaropvolgend verschenen er minstens drie commerciële opnamen. In 1996 verscheen Architectonics I op Finlandia door leden van het NYYD-Ensemble. In 2001 verscheen er een opname op CCnC door het Absolute Ensemble onder leiding van Kristjan Järvi. Bis Records bracht het uit in een uitvoering door het Philharmonisches Bläserquintett Berlin.